# Letti selvaggi
Letti selvaggi è un film del 1979, diretto da Luigi Zampa. 
È una classica commedia all'italiana divisa in otto episodi. È una produzione italo-spagnola, ultima regia di Zampa.

## Trama

### Episodi

#### L'arabo
Un venditore ambulante da spiaggia, "arabo di Terracina" (Orazio Orlando), è circuito da una giovane donna (Sylvia Kristel); lasciato in attesa nella camera da letto, vi scopre il cadavere d'un uomo assassinato nascosto da cuscini: incastrato dalla donna e dal marito (Gianfranco Barra), viene immediatamente arrestato. Scarcerato dopo dieci anni, raggiunge la donna per vendicarsi: nuovamente sedotto, dopo avere consumato l'agognato rapporto sessuale, recandosi in cucina scopre nel frigorifero il cadavere del marito. Rassegnato, si lascia nuovamente arrestare, avendo fornito per la seconda volta un alibi alla donna e al suo nuovo amante.

#### Una mamma
Una giovane prostituta (Monica Vitti) si lascia convincere da un ragazzino a recitare la parte della madre, per giustificarlo dinanzi al direttore della scuola (Roberto Benigni). Scoprendo nel corso del colloquio le marachelle del ragazzo e il suo scarso profitto scolastico, s'immedesima sempre più nel ruolo sgridando e schiaffeggiando il ragazzino come fosse davvero suo figlio, portandolo via da scuola per ricondurlo "sulla retta strada".

#### La vedova
La vedova d'un onorevole (Ursula Andress), appena rientrata dal funerale, è raggiunta in casa da un fotografo (Michele Placido) interessato a scattare qualche foto per il giornale. Inizialmente contraria, la donna viene convinta dapprima a posare in bagno, quindi in sottoveste e infine sul letto, dove verrà raggiunta dal fotografo.

#### Un pomeriggio noiosetto
Il marito d'una coppia siciliana (José Luis López Vázquez), sospettoso dell'apatia della moglie (Laura Antonelli), le s'avvicina e scorge per strada un giovane; convinto di averne scoperto l'amante, la costringe a uscire in strada per avvicinarlo. Con una pistola in mano, osserva la scena che si risolve in un nulla di fatto. Rientrata, la donna trova il marito a letto: avvicinatasi alla finestra, impugna la pistola e spara al giovane. In attesa della polizia che arresterà il marito, rimarca la propria fedeltà coniugale.

#### La moglie giovane
Un attempato professore (Enrico Beruschi), padre di due bambini, opprime la giovane moglie (Sylvia Kristel) con un rapporto pignolo e asfissiante, rimarcandone l'incapacità in cucina, comprandole da solo i vestiti, rimproverandola di "essere troppo veloce a letto". La donna, con la scusa di un gioco coi bambini, lo lega infine a una sedia, chiudendogli la bocca con un frutto, e fugge con i figli in Francia.

#### Attenzione a quei due
Un ladro e la sua complice Maria (Monica Vitti) derubano una principessa della sua preziosissima collana. Angelo, segretario della principessa (Michele Placido), approfitta della non accortezza dei ladri e a sua volta s'impossessa della refurtiva. Successivamente Maria riesce a riappropriarsi della collana sfruttando la propria femminilità, travestendosi quindi da suora e fuggendo in treno, dove però ritrova Angelo, determinato a riprendersi la collana. Infine i due diventeranno amanti, ma solo per provare a ingannarsi ancora.

#### La passante
Una donna (Ursula Andress) si spoglia all'improvviso in una via trafficata provocando tamponamenti a catena, complice di un carrozziere della zona (José Luis López Vázquez), che incrementa così i propri guadagni, pagandole una percentuale.

#### La donna d'affari
Giovanna (Laura Antonelli) è un'impegnatissima donna d'affari che affascina un orchestrale (José Sacristán) incontrato per caso. I due cercheranno un po' d'intimità, ostacolati dalla frenetica vita professionale di lei.

## Produzione
L'episodio La donna d'affari è stato girato a Madrid.

## Accoglienza

### Critica
«Otto episodi... boccacceschi ma non sguaiati.» *½